# Jamos 650 GT
Der Jamos 650 GT war das einzige Personenkraftwagenmodell des österreichischen Herstellers Jauernig & Moser.

## Beschreibung
Es gibt Hinweise darauf, dass das Fahrzeug bereits 1962 oder 1963 angeboten wurde. Die Kataloge der Schweizer Automobil Revue haben 1962 und 1963 keinen Eintrag, 1964 eine umfassende Beschreibung und 1965 nur den Hinweis, zurzeit werde nicht produziert.
Das Fahrzeug basierte auf der Bodengruppe des Puch 650. Es erhielt eine leichte Karosserie aus Kunststoff. Das Coupé bot Platz für zwei Personen.
Der Zweizylinder-Boxermotor hatte 81 mm Bohrung, 64 mm Hub und 660 cm³ Hubraum. Der Motor leistete 46 PS. Er war im Heck montiert und trieb die Hinterachse an.
Der Radstand betrug 184 cm, die Spurweite vorne 112 cm und hinten 113,5 cm. Das Fahrzeug war 335 cm lang, 136 cm breit und 113 cm hoch. Das Leergewicht war mit 460 kg angegeben. Die Höchstgeschwindigkeit betrug laut Werksangabe je nach Achsuntersetzung und Reifengröße 152 km/h, 160 km/h oder 167 km/h.
Nur wenige Fahrzeuge wurden gebaut.